# Entroterra e zona costiera tra Bosa, Capo Marargiu e Porto Tangone
Entroterra e zona costiera tra Bosa, Capo Marargiu e Porto Tangone este o arie protejată (arie specială de conservare — SAC, sit de importanță comunitară — SCI) din Italia întinsă pe o suprafață de 29.625 ha, din care 4 % marine.

## Localizare
Centrul sitului Entroterra e zona costiera tra Bosa, Capo Marargiu e Porto Tangone este situat la coordonatele 40°24′31″N 8°27′56″E / 40.408611°N 8.465556°E.

## Înființare
Situl Entroterra e zona costiera tra Bosa, Capo Marargiu e Porto Tangone a fost declarat sit de importanță comunitară în septembrie 1995 pentru a proteja 40 de specii de animale. Situl a fost protejat și ca arie specială de conservare în aprilie 2017.

## Biodiversitate
Situată în ecoregiunea mediteraneană, aria protejată conține 21 de habitate naturale: Dehesas cu Quercus spp. perene, Ape stătătoare oligotrofe până la mezotrofe, cu vegetație de Littorelletea uniflorae și/sau de Isoëto-Nanojuncetea, Galerii și tufărișuri riverane sudice (Nerio-Tamaricetea și Securinegion tinctoriae), Galerii de Salix alba și de Populus alba, Ape oligotrofe în general din solurile nisipoase vest-mediteraneene, cu un conținut foarte redus de minerale, cu Isoetes spp., Matorral arborescenți cu Juniperus spp., Bancuri de nisip acoperite în permanență slab de apă marină, Phrygana endemică cu Euphorbio-Verbascion, Recifuri, Păduri de Quercus ilex și Quercus rotundifolia, Golfuri mici largi și golfuri puțin adânci, Vegetație anuală la limita mareei, Iazuri temporare mediteraneene, Ape puternic oligomezotrofe cu vegetație bentonică cu Chara spp., Peșteri marine scufundate complet sau parțial, Păduri de Olea și Ceratonia, Straturi cu Posidonia (Posidonion oceanicae), Tufărișuri termo-mediteraneene și de pre-deșert, Păduri de Quercus suber, Faleze cu vegetație de Limonium spp. endemic de pe coastele mediteraneene, Păduri de stejar alb estice.
La baza desemnării sitului se află mai multe specii protejate:
- păsări (30): uliu porumbar (Accipiter gentilis arrigonii), vulturul negru (Aegypius monachus), pescăruș albastru (Alcedo atthis), Alectoris barbara, fâsă-de-câmp (Anthus campestris), acvilă de munte (Aquila chrysaetos), egretă mare (Ardea alba), pasărea ogorului (Burhinus oedicnemus), Calonectris diomedea, caprimulg (Caprimulgus europaeus), erete de stuf (Circus aeruginosus), erete vânăt (Circus cyaneus), erete cenușiu (Circus pygargus), dumbrăveancă (Coracias garrulus), egretă mică (Egretta garzetta), Falco naumanni, șoim călător (Falco peregrinus), vulturul pleșuv sur (Gyps fulvus), acvilă pitică (Hieraaetus pennatus), sfrâncioc roșiatic (Lanius collurio), Larus audouinii, ciocârlie de pădure (Lullula arborea), ciocârlie de bărăgan (Melanocorypha calandra), gaia neagră (Milvus migrans), gaia roșie (Milvus milvus), viespar (Pernis apivorus), Phalacrocorax aristotelis desmarestii, Sylvia sarda, silvie de tufiș (Sylvia undata), spârcaci (Tetrax tetrax)
- mamifere (3): liliac cărămiziu (Myotis emarginatus), liliacul mare cu potcoavă (Rhinolophus ferrumequinum), liliacul mic cu potcoavă (Rhinolophus hipposideros)
- nevertebrate (2): croitorul mare al stejarului (Cerambyx cerdo), Papilio hospiton
- pești (2): Alosa fallax, Petromyzon marinus
- reptile (3): Caretta caretta, țestoasa de baltă (Emys orbicularis), Euleptes europaea

Pe lângă speciile protejate, pe teritoriul sitului au mai fost identificate 18 specii de plante, 83 de specii de păsări, 2 specii de amfibieni, 8 specii de mamifere, 6 specii de nevertebrate, 8 specii de reptile.